# Герберт Ольбріх
Герберт Ольбріх (нім. Herbert Olbrich; 1 липня 1897, Фрідгайм — 29 жовтня 1976, Мюнхен) — німецький воєначальник, генерал-лейтенант люфтваффе. 

## Біографія
Учасник Першої світової війни. Після демобілізації армії залишений у рейхсвері. З 15 жовтня по 1 грудня 1942 року — командир 13-ї авіапольової дивізії. З 25 січня по 30 жовтня 1943 року — командир 17-ї авіапольової дивізії. Після війни заарештований у Фленсбурзі 12  травня 1945 року. Звільнений в 1948 році.

## Звання
- Фенріх-цур-зее (17 вересня 1917)
- Лейтенант-цур-зее (18 вересня 1919)
- Обер-лейтенант-цур-зее (1 квітня 1922)
- Капітан-лейтенант (1 жовтня 1929)
- Майор (1 грудня 1934)
- Оберст-лейтенант (1 січня 1937)
- Оберст (1 квітня 1939)
- Генерал-майор (1 квітня 1942)
- Генерал-лейтенант (1 квітня 1944)

## Нагороди
- Залізний хрест 2-го і 1-го класу
- Морський нагрудний знак «За поранення» в чорному
- Почесний хрест ветерана війни з мечами
- Медаль «За вислугу років у Вермахті» 4-го, 3-го, 2-го і 1-го класу (25 років)
- Комбінований Знак Пілот-Спостерігач
- Застібка до Залізного хреста 2-го і 1-го класу
- Орден Хреста Перемоги (Словаччина)